# Scenograf
Scenograful este creatorul principal al ambianței plastice în care se desfășoară acțiunea filmului. Întrucât creația cinematografică are un specific special, scenograful colaborează nemijlocit cu operatorul de imagine la elaborarea concepției plastice a filmului în viziunea regizorală.
Scenograful, care de obicei este de profesie arhitect sau un artist plastic, de comun acord cu cei de mai sus, elaborează schițele de decoruri, proiectele de execuție a acestora, stabilește recuzita necesară ale acestora. De asemenea, urmărește personal lucrările de execuție a decorurilor propriu-zise. De obicei este totodată și coordonatorul echipei de lucrători care efectuează operațiunile de montare și finisare a decorurilor.
Obiectul activității scenografului îl constituie atât realizarea decorurilor interioare instalate în platourile de filmare, cât și a celor exterioare sau a celor ce sunt amenajări ale decorurilor naturale.
Scenograful apare în generic sub titlul de scenografie: Icsulescu.